# Big Walter Horton
Big Walter Horton (6 de abril de 1918 - 8 de diciembre de 1981) fue un armonicista y cantante de blues estadounidense. Innovador por su sonido con la armónica, utilizando fraseos suaves y un timbre muy particular, marcado por un profundo vibrato y ataque. Durante su carrera acompañó a numerosos músicos, usualmente en el área de Memphis y Chicago, tanto en vivo como en el estudio y viajó a Europa para participar en los ciclos del American Folk Blues Festival.
Murió en Chicago, Illinois en el año 1981 de un ataque cardíaco y al año siguiente, ingresó al Salón de la Fama del Blues por su contribución a la música.

## Discografía
- The Soul of Blues Harmonica (1964).
- Big Walter Horton with Carey Bell (1973).
- Live at the El Mocambo	(1973).
- With Hot Cottage (1974).
- Can`t Keep Lovin' You (1976).
- Fine Cuts (1979).